# 1958 في بلغاريا
فيما يلي قوائم الأحداث التي وقعت خلال عام 1958 في بلغاريا.

## رياضة
- 1 يناير – الدوري البلغاري الممتاز 1958 الفائز سسكا صوفيا.

## مواليد

### أبريل
- 11 أبريل – جيورجي سلافكوف لاعب كرة قدم بلغاري.
- 13 أبريل – جورجي ديميتروف ديميتروف عالم اجتماع بلغاري.

### مايو
- 24 مايو – تسيتسكا تساشيفا مستشارة حقوقية بلغارية.

### أغسطس
- 13 أغسطس – بويجو فيليجكوف لاعب كرة قدم بلغاري.
- 25 أغسطس – بيتار ايفانوف

## وفيات

### ديسمبر
- 5 ديسمبر – فرديناند بروكنر (مواليد 1891)